# Leonard Horneman (bergstekniker)
Leonard Horneman, född den 5 maj 1733, död den 26 april 1817 på Rickeby, var en svensk bergstekniker.
Horneman var en tid bruksbokhållare vid Garpenberg och blev 1766 extra ordinarie undermarkschejder vid Dannemora gruvor, där han 1770–1780 var geschworner. Därefter deltog han i försöken att återuppliva Nasafjälls silververk. Horneman skrev Försök till handledning uti svenska markscheideriet (1802).